# Saison 1977-1978 de snooker
Navigation
1976-1977 1978-1979
La saison 1977-1978 de snooker est la 10e saison de snooker. Elle regroupe 15 tournois organisés par la WPBSA entre le 17 août 1977 et le 1er juin 1978.

## Nouveautés
- Passage de 8 à 13 épreuves : création du championnat du pays de Galles, du championnat du Royaume-Uni et du Masters d'Irlande qui se dispute à Dublin en remplacement du tournoi d'Irlande Benson & Hedges ; retour du championnat d'Irlande avec 2 tournois se déroulant à Belfast ; création de la coupe Dry Blackthorn et du Masters en or.
- Le championnat du monde de match-play n'est en revanche pas reconduit.

## Calendrier
| C = Tournoi classé (professionnel)              |
| NC = Tournoi non classé (professionnel)         |
| P/A = Tournoi pro-am (professionnel et amateur) |

| Dates (mois-jour) | Dates (mois-jour) | Tournoi                            | Lieu        | Site                                 | Cat. | Vainqueur        | Finaliste         | Score | Références |
| 08–17             | 09–05             | Open du Canada                     | Toronto     | Canadian National Exhibition Stadium | NC   | Alex Higgins     | John Spencer      | 17–14 | [ 1 ]      |
| 09–01             | 09–30             | Championnat d'Australie            | Melbourne   | Golden Bowl Sports Centre            | NC   | Eddie Charlton   | Paddy Morgan (en) | 25–21 | [ 2 ]      |
| 09–25             | 09–26             | Championnat du pays de Galles      | Caerphilly  | Club Double Diamond                  | NC   | Ray Reardon      | Doug Mountjoy     | 12–8  | ,          |
| 10-??             | 10-??             | Tournoi Pontins pro-am (automne)   | Prestatyn   | Pontins                              | P/A  | Billy Kelly (en) | George Scott (en) | 7–5   |            |
| 11–26             | 12–03             | Championnat du Royaume-Uni         | Blackpool   | Tour de Blackpool                    | NC   | Patsy Fagan      | Doug Mountjoy     | 12–9  | ,          |
| 12–21             | 12–21             | Coupe Dry Blackthorn               | Londres     | Wembley Conference Centre            | NC   | Patsy Fagan      | Alex Higgins      | 4–2   | ,          |
| 02–02             | 02–04             | Championnat d'Irlande              | Belfast     | Ulster Hall                          | NC   | Alex Higgins     | Dennis Taylor     | 21–7  | ,          |
| 02–06             | 02–10             | Masters                            | Londres     | New London Theatre                   | NC   | Alex Higgins     | Cliff Thorburn    | 7–5   | ,          |
| 03–08             | 03–10             | Masters d'Irlande                  | Kill        | Goff's                               | NC   | John Spencer     | Doug Mountjoy     | 5–3   | ,          |
| 04–17             | 04–29             | Championnat du monde               | Sheffield   | Crucible Theatre                     | C    | Ray Reardon      | Perrie Mans       | 25–18 | [ 15 ]     |
| 04–30             | 05–05             | Tournoi Pontins pro-am (printemps) | Prestatyn   | Pontins                              | P/A  | Steve Davis      | Tony Meo          | 7–6   |            |
| 04–29             | 05–06             | Tournoi Pontins professionnel      | Prestatyn   | Pontins                              | NC   | Ray Reardon      | John Spencer      | 7–2   | ,          |
| 05-01             | 05-01             | Championnat d'Irlande              | Belfast     | Ulster Hall                          | NC   | Alex Higgins     | Patsy Fagan       | 21–13 | ,          |
| 05–01             | 05–21             | Pot Black                          | Birmingham  | Studios Pebble Mill                  | NC   | Doug Mountjoy    | Graham Miles      | 2–1   | ,          |
| 06–01             | 06–01             | Masters en or                      | Newtownards | Queen's Hall                         | NC   | Doug Mountjoy    | Ray Reardon       | 4–2   | [ 7 ]      |

## Classement mondialen début et fin de saison

### Classement après lechampionnat du monde 1977
| Rang | Évol.           | Joueur               | Points, |
| 1    | en stagnation   | Ray Reardon          | 15      |
| 2    | en augmentation | Alex Higgins         | 9       |
| 3    | en diminution   | Eddie Charlton       | 8       |
| 4    | en augmentation | Fred Davis           | 6       |
| 5    | en stagnation   | Graham Miles         | 6       |
| 6    | en diminution   | Rex Williams         | 6       |
| 7    | en augmentation | Perrie Mans          | 5       |
| 8    | en diminution   | John Spencer         | 5       |
| 9    | en stagnation   | Dennis Taylor        | 5       |
| 10   | en diminution   | Gary Owen            | 4       |
| 11   | en augmentation | John Dunning         | 4       |
| 12   | en augmentation | Jim Meadowcroft (en) | 3       |
| 13   | en diminution   | Cliff Thorburn       | 3       |
| 14   | en stagnation   | Bill Werbeniuk       | 3       |
| 15   | en diminution   | John Pulman          | 3       |
| 16   | en stagnation   | David Taylor         | 2       |

### Classement après lechampionnat du monde 1978
| Rang | Évol.         | Joueur               | Points |
| 1    | en stagnation | Ray Reardon          | 12     |
| 2    | 6             | John Spencer         | 9      |
| 3    | en stagnation | Eddie Charlton       | 9      |
| 4    | 5             | Dennis Taylor        | 8      |
| 5    | 3             | Alex Higgins         | 8      |
| 6    | 7             | Cliff Thorburn       | 7      |
| 7    | 8             | John Pulman          | 5      |
| 8    | 3             | Graham Miles         | 4      |
| 9    | 5             | Fred Davis           | 4      |
| 10   | 3             | Perrie Mans          | 4      |
| 11   | 5             | Rex Williams         | 4      |
| 12   | 4             | David Taylor         | 3      |
| 13   | 3             | Gary Owen            | 3      |
| 14   | Nouveau       | Doug Mountjoy        | 2      |
| 15   | 3             | Jim Meadowcroft (en) | 2      |
| 16   | 5             | John Dunning         | 2      |